# Merdeka (Pantar Timur)
Merdeka is een bestuurslaag in het regentschap Alor van de provincie Oost-Nusa Tenggara, Indonesië. Merdeka telt 1239 inwoners (volkstelling 2010).